# Monty Burns' Fleeing Circus
Monty Burns' Fleeing Circus, llamado El huidizo Circo de Monty Burns en Hispanoamérica y El circo volandero de Monty Burns en España, es el estreno de temporada perteneciente a la vigesimoctava temporada de la serie animada Los Simpson, fue emitido originalmente el 25 de septiembre de 2016 en EE.UU. El episodio fue escrito por Tom Gammill junto a Max Pross y dirigido por Matthew Nastuk. El título del episodio es una referencia a Monty Python's Flying Circus.
Este episodio incluye referencias al golfista Arnold Palmer y su bebida homónima, siendo casualmente transmitido en el mismo día que Palmer falleció, a la edad de 87 años.

## Sinopsis
Los Simpson están en una caminata en Springfield, cuando ven a un grupo personas mirando aterrados a los cielos. Descubren que la estatua de Lard Lad ha desaparecido. Con la policía incapaz de hacer algo, los residentes del pueblo se dividen entre hacer disturbios y no hacerlos, lo que terminó con un saldo de 0$ por daño. Debido a ello, la compañía Lard Lad decidió poner una nueva estatua de cromo. No obstante, la estatua termina siendo un problema, ya que refleja los rayos del sol en el pueblo, quemándolo todo completamente. El Alcalde Quimby promete a las personas que ellos reconstruirán la ciudad. Seis meses después, la gente de Springfield no ha hecho ningún progreso. Los Simpson suplican al Sr. Burns para apoyar la reconstrucción del pueblo. Burns acepta con la condición de que pueda realizar un show de variedades en el Springfield Bowl.
Durante la audición, Burns tiene un recuerdo de la infancia, cuando va al escenario para el desfile de Pee-Wee de 1913 con su madre lamienndolo para desearle buena suerte. Luego ese día, va a la Escuela Primera de Springfield buscando personas para actuar junto a él cuando tiene problemas para sacar un corchete en un portapapeles. Lisa Simpson le ayuda y Burns decide contratarla como su asistente personal, devuelta en la audición, Burns tiene otro recuerdo, su presentación de la infancia, en la que se transformó en el hazmerreír para todos en el bowl y su madre no pudo darle consuelo. Después de que Lisa de forma no intencionada molesta a Burns, quién recuerda el evento traumático, él decide cancelar el evento.
Sintiéndose mal por el Sr. Burns, Lisa va a su mansión para intentar convencerlo de hacer el evento, sin éxito. Cuando trata de ver que le sucedió, Waylon Smithers le muestra una antigua grabación de su presentación, mostrando que sus suspensores se rompieron en la mitad de su presentación de baile de tap, haciendo que sus pantalones cayeran. Luego trató de ponerselos de nuevo, pero su ropa interior también cayó, resultando en todos riéndose de él. Luego, Lisa intenta convencer a Burns para hacer el show. Mientras tanto en la Planta Nuclear de Springfield, con Burns fuera, los empleados empiezan a tratar la planta como si fuera un resort completo con piscina y juegos. Cuando Homer se prepara para realizar una broma, Marge le recuerda que él es el inspector de seguridad de la planta y que debería detener esto. Después, Homer logra poner a los demás empleados de vuelta a trabajar, pero algunas bolsas de palomitas de  maíz que estaban adentro del núcleo provocan un incendio.
En el Springfield Bowl, todo va acorde al plan, pero al final son interrumpidos por lo que parecen ser fuegos artificiales, lo que en realidad es la planta explotando. No obstante, Burns no ha terminado su show, ya que quiere realizar su presentación, pero su segundo intento no va para mejor, ya que es empujado por un reflector hacia la lámpara, lo que causa que sus pantalones se incendien, transformándolo en el hazmerreír otra vez. Burns se enoja con Lisa, pero la perdona y le deja que toque su saxofón en el escenario en frente de una multitud vacía, finalmente liberado de su incidente de la infancia.
Lisa le pregunta a Homer por qué los Simpson siempre fracasan y éste responde que es por una maldición provocada por sus ancestros que no permitieron que Josue y María se quedaran en su casa para el nacimiento de Jesús. Lisa comenta que Homer lo inventó, algo que él refuta, diciendo "Ellos se ven igual que nosotros, no es así?".
En la escena final, la estatua de Lard Lad se derrite en el vertedero de neumáticos y agarra a Ralph Wiggum.

## Producción
El gag del sofá para este episodio es un crossover con la serie animada Adventure Time, recreando su secuencia de apertura con personajes Simpson en lugar del reparto habitual de la serie, tales como Bart como Finn el humano y Homer como Jake el perro. En consecuencia la letra de la canción de Adventure Time fue reescrita, junto con el creador de la serie Pendleton Ward que canta la letra original, y también participa en la realización de la versión parodia.

## Recepción
"Monty Burns' Fleeing Circus" recibió reseñas mixtas de los críticos de televisión. Dennis Perkins de A.V. Club le dio al episodio una C, comentando. "Hay espacio para la audacia, incluso la crueldad, en la comedia de Los Simpson, si se las ganan. 'Monty Burns' Fleeing Circus' agota su ventosa brutalidad y pereza con un cartel que dice 'Es sólo una caricatura.' Pero en su mejor momento, Los Simpson es una mejor caricatura que esto."
Jesse Schedeen de IGN también fue muy crítico del episodio, dándole un puntaje de 4.8/10 llamándolo "Malo", al elaborar, escribió "La vigesimoséptima temporada de Los Simpson nos recordó que la serie todavía puede entretener e incluso encontrar momentos de grandeza lejos de su época dorada. Sin embargo, fue solo después de iniciar la temporada con un estreno particularmente débil e insatisfactorio. Quizas va a ser una tradición anual empezar mal y mejorar desde ahí? A este punto espero que ese sea el caso. 'Monty Burns' Fleeing Circus' no fue tan ofensivamente malo como 'Every Man's Dream' del año pasado, pero nos mostró a esta longeva sitcom animada en su momento más blando y poco inspirado."